# Биоскоп (музичка група)
Биоскоп је српска рок група, која је основана почетком деведесетих.

## Историја
Биоскоп је настао почетком деведесетих, најпре као шесточлани састав који је наступао по клубовима. Касније (1995) у бенду остају два члана: Шоми (музика, текст, аранжмани) и Дејан Џинић Џина (вокал). 
Први албум под називом Самовољно слободне креације објављен је 1998. године у издавачкој кући радија Boom93. Албум је садржао десет песама, од тога седам радио синглова и спот за песму Депресија. 
Други албум за које се планирало да буде у ЕП формату, радног назива Повратак средње класе, никада није објављен. Претпоследња песма Изађи снимљена је за потребе Отпора пред изборе 2000. 
Компилација United Colours of Bioskop садржи петнаест најбољих песама бенда, међу којима и оне које никада нису издате. Бенд Биоскоп од 2001. је прекинуо са радом. Џина се почетком 2001. године преселио у Торонту. Шоми ради под псеудонимом Shomy Woodman.